# آزادراه تهران–پردیس
آزادراه تهران–پردیس، یک آزادراه به طول ۲۳ کیلومتر در تهران است. این آزادراه از سمت غرب از انتهای بزرگراه بابایی و بزرگراه یاسینی در شرق تهران آغاز شده و تا کمربندی بومهن و شهر پردیس ادامه دارد.
این شاهراه از حلقه‌های مواصلاتی شرق تهران به استان‌های شمالی و شمال شرق ایران است که دارای پل‌ها و تونل‌های زیادی است. این اتوبان دارای ۱۸ پل بزرگ با ۵۸ دهانه و ۶۶ پل کوچک و همچنین ۴ تونل به طول ۵ هزار و ۴۷۷ متر (۵٫۵ کیلومتر) است که طول بزرگ‌ترین آن به ۱۶۵۰ متر می‌باشد. اصلی‌ترین ورودی و خروجی‌های این آزادراه از شرق تهران عبارتند از: بزرگراه شهید بابایی، جاده دماوند، جاده سد لتیان، فاز ۹ پردیس، فاز ۷ پردیس، فاز ۲ پردیس، فاز ۶ پردیس، پردیس، آزادراه کنارگذر جنوبی بومهن می‌باشد.

## مسیر
|                             | آزادراه کنارگذر جنوبی بومهن · \| آزادراه کنارگذر شمالی بومهن \| جاده ۷۷ · شرق بطرف ساری-قائمشهر-بومهن–رودهن · غرب بطرف پردیس–جاجرود-تهران |
|                             | جاده ۷۷ · شرق بطرف بومهن · غرب بطرف جاجرود · بلوار خلیج پارس · پردیس-مرکز شهر · اصطلک                                                     |
| پردیس                       | |
| ایستگاه عوارضی پردیس        | |
|                             | جاده ۷۷ · شرق بطرف بومهن · غرب بطرف جاجرود                                                                                                |
|                             | جاده ۷۷ · شرق بطرف پردیس · غرب بطرف تهران                                                                                                 |
|                             | بزرگراه بابایی |
| از غرب به شرق               | |
| آزادراه کنارگذر شمالی بومهن | |

## تغییر نام
در ۱۳۹۸/۱۰/۱۵ نام آزاد راه تهران-پردیس به سپهبد شهید قاسم سلیمانی تغییر یافت.

## سابقه
پروژه اجرایی ساخت این بزرگراه در سال ۱۳۸۰ شروع شده و با هزینه‌های بالغ بر دوازده میلیارد تومان در سال ۱۳۸۹ به بهره‌برداری رسید.